# Palace Software
Palace Software war ein britischer Publisher und Entwickler von Videospielen in den 1980er Jahren mit Sitz in London. Bekannt wurde das Unternehmen für die Barbarian- und Cauldron-Serie für 8-Bit-Heimcomputer. Portiert wurden die Spiele für ZX Spectrum, Amstrad CPC und Commodore 64. Das Unternehmen verursachte einige Kontroversen mit seinen Reklameanzeigen in Computerzeitschriften, besonders für Barbarian II: The Dungeon of Drax, welche Maria Whittaker als leicht bekleidete weibliche Kriegerin zeigten.
Zu den Entwicklern von Palace gehörten der Künstler Steve Brown und der Musiker Richard Joseph.
1991 verkaufte die Muttergesellschaft von Palace Software, die Palace Group, das Unternehmen an Titus Interactive.

## Veröffentlichte Spiele
- The Evil Dead (1984)
- Cauldron (1985)
- Cauldron II: The Pumpkin Strikes Back (1986)
- The Sacred Armour of Antiriad (1986)
- Barbarian: The Ultimate Warrior (1987)
- Stifflip & Co. (1987)
- Barbarian II: The Dungeon of Drax (1988)
- Dragon’s Breath (1990)
- Demoniak (1991)